# Айвазовская (станция)
Айвазо́вская (укр. Айвазовська) — железнодорожная станция в Крыму. Находится на территории Феодосии, предпоследняя на тупиковой линии, оканчивающейся в феодосийском морском порту. Была открыта в 1892 году при прокладке железной дороги в Феодосию, как станция Феодосия, в 1907 году переименована в Сарыголь. До революции считалась станцией 2-го класса. На 1917 год на станции действовало почтово-телеграфное отделение.
В 1952 году станция Сарыголь была переименована в Айвазовскую, в честь известного российского художника Айвазовского, активно содействовавшего прокладке железной дороги в Феодосию. Находится вблизи береговой линии, автовокзала и церкви Святой Екатерины.

## Маршруты пригородного сообщения
- Феодосия — Владиславовка
- Феодосия — Кировская
- Феодосия — Джанкой
- Феодосия — Армянск